# جوزيف غيب روبرتسون
جوزيف غيب روبرتسون هو سياسي كندي، ولد في 1820 في اسكتلندا في المملكة المتحدة، وتوفي في 13 مارس 1899 في شيربروك في كندا. حزبياً، نشط في Conservative Party of Quebec (historical) ‏. وقد انتخب عمدة وانتخب عضو الجمعية الوطنية في كيبك ‏.